# San José Buenavista, Zaragoza
San José Buenavista är en ort i Mexiko.   Den ligger i kommunen Zaragoza och delstaten Puebla, i den sydöstra delen av landet, 170 km öster om huvudstaden Mexico City. San José Buenavista ligger 2 301 meter över havet och antalet invånare är 542.
Terrängen runt San José Buenavista är huvudsakligen kuperad, men den allra närmaste omgivningen är platt. Terrängen runt San José Buenavista sluttar norrut. Runt San José Buenavista är det ganska tätbefolkat, med 129 invånare per kvadratkilometer. Närmaste större samhälle är Zaragoza, 1,1 km öster om San José Buenavista. I omgivningarna runt San José Buenavista växer huvudsakligen savannskog.